# فرودگاه اسکای رنچ (نوادا)
فرودگاه اسکای رنچ (نوادا) (به انگلیسی: Sky Ranch Airport (Nevada)) یک فرودگاه همگانی است که یک باند فرود آسفالت دارد و طول باند آن ۱۰۱۸ متر است. این فرودگاه در کشور ایالات متحده آمریکا قرار دارد و در ارتفاع ۷۹۲٫۲ متری از سطح دریا واقع شده است.